# چارلی کلارک (بازیکن فوتبال اهل انگلستان)
چارلی کلارک (انگلیسی: Charlie Clark؛ ۲۷ مه ۱۹۱۷ – ۱ مارس ۱۹۴۳) بازیکن فوتبال اهل انگلستان بود.